# ألان (لاعب كرة قدم)
ألان (5 يناير 1998 بريو دي جانيرو في البرازيل - ) هو لاعب كرة قدم برازيلي في مركز الدفاع. لعب مع نادي فاسكو دا غاما.

## وصلات خارجية
- ألان (لاعب كرة قدم) على موقع قاعدة بيانات كرة القدم.إي يو (الإنجليزية)
- ألان (لاعب كرة قدم) على موقع Soccerway.com (الإنجليزية)